# Franz Hössler
Franz Hössler, född 4 februari 1906 i Oberdorf, död 13 december 1945 i Hameln, var en tysk SS-Obersturmführer och koncentrationslägervakt. Han tjänstgjorde i bland annat Auschwitz-Birkenau och Bergen-Belsen.
I Auschwitz-Birkenau deltog Hössler i gasningen av 1 600 belgiska judar i oktober 1942. Han ledde även uppgrävandet och kremeringen av omkring 100 000 döda kroppar för att på så sätt försöka dölja omfattningen av nazisternas folkmord.
Tillsammans med bland andra Josef Kramer, Irma Grese och Fritz Klein ställdes Hössler inför rätta vid Belsenrättegången 1945, dömdes till döden och avrättades genom hängning.

### Webbkällor
- ”First Belsen Trial Obersturmführer Franz Hössler” (på engelska). BergenBelsen.co.uk. Arkiverad från originalet den 25 januari 2012. https://www.webcitation.org/64x1aCmVm?url=http://www.bergenbelsen.co.uk/pages/Staff/Staff.asp?CampStaffID=33. Läst 25 januari 2012.